# Starý Šachov
Starý Šachov är en ort i Tjeckien.   Den ligger i regionen Ústí nad Labem, i den norra delen av landet, 70 km norr om huvudstaden Prag. Starý Šachov ligger 251 meter över havet och antalet invånare är 190.
Terrängen runt Starý Šachov är huvudsakligen kuperad, men åt sydväst är den platt. Starý Šachov ligger nere i en dal. Runt Starý Šachov är det ganska glesbefolkat, med 23 invånare per kvadratkilometer. Närmaste större samhälle är Děčín, 12,7 km nordväst om Starý Šachov. Omgivningarna runt Starý Šachov är en mosaik av jordbruksmark och naturlig växtlighet.